# Ármann Björnsson
Ármann Smári Björnsson, född 7 januari 1981, är en isländsk före detta fotbollsspelare. Han har bland annat spelat för Hartlepool United och SK Brann i norska Tippeligaen. 

## Meriter

### Island
- Isländska högstaligan: 2004, 2005 and 2006
- Isländska ligacupen: 2004